# Cisticola ruficeps
Il beccamoschino corona rossa (Cisticola ruficeps (Cretzschmar, 1830)) è un uccello della famiglia dei Cisticolidi originario delle regioni orientali, centrali e occidentali dell'Africa.

## Tassonomia
Ne vengono riconosciute tre sottospecie:
- C. r. ruficeps (Cretzschmar, 1830), diffusa nella fascia di territorio compresa tra il Ciad e le regioni occidentali e sud-occidentali del Sudan;

- C. r. scotopterus (Sundevall, 1850), diffusa nella fascia di territorio compresa tra le regioni centrali del Sudan e l'Eritrea;

- C. r. mongalla Lynes, 1930, diffusa nel Sudan del Sud e nelle regioni settentrionali dell'Uganda.